# Théodore Rousseau
Théodore Rousseau (n. 15 aprilie 1812, Paris, Primul Imperiu Francez – d. 22 decembrie 1867, Barbizon, Île-de-France, Franța) a fost un pictor francez, fondator al Școlii de la Barbizon. Observator minuțios al naturii în toate anotimpurile anului, arta lui posedă în același timp un caracter realist, din dorința lui de a picta natura așa cum se prezintă ea, și un caracter romantic prin tendința de a-și identifica propria personalitate cu natura zugrăvită în tablourile sale.

## Viața și Opera
Théodore Rousseau, fiul unui croitor, s-a născut la 15 aprilie 1812 în Paris. În copilărie a avut probleme cu sănătatea, din această cauză a petrecut mult timp la țară. Când în 1821 se reîntoarce la Paris, ia primele lecții de pictură. Câțiva ani mai târziu, pictează în atelierul peisagistului Rémond Rousseau. La Muzeul Louvre, loc foarte des vizitat de el, pictează un mare număr de copii după operele maeștrilor olandezi. Pentru că este atras în mod deosebit de pictura în plein-air, caută teme în împrejurimile Parisului. Călătorește mult în Franța. Vizitează, printre altele, localitățile Lyon, Royan, Overnie, locuri din Normandia și Jura. 
Tânăr fiind, descoperă în 1827 împrejurimile pădurii Fontainebleau. Din 1833, locuiește la Chailly, apoi se mută în 1836 la Barbizon, unde în 1841 închiriază o casă. Tablourile sale nu au fost admise vreme îndelungată la expozițiile anuale ale Salonului din Paris. Reușește să expună abia în 1849. În același an,se împrietenește cu Jean-François Millet, care îi va fi vecin la Barbizon.
În pădurile Fontainebleau - la câțiva kilometri de Barbizon - se găsește satul Apremont, celebru pentru vazele pictate, create sub influența picturii sfârșitului secolului XVIII-lea. Stejari la Apremont este unul dintre cele mai remarcabile tablouri ale lui Rousseau. Printr-o minimă adaptare la perspectivă, artistul obține un efect vast, spațial perfect, în ciuda lipsei detaliilor. Pictura este realizată în contre-jour, stejarii sunt priviți dinspre partea umbrită, iar norii de pe cerul albastru al verii sunt pictați în tonuri foarte luminoase. Atmosfera este inundată de soare, peisajul autentic respiră bucurie, nimic nu este pictat cu metodele tradiționale.
Tabloul intitulat Luminiș în pădurea Fontainebleau, amurg (vezi: Galerie) arată aproape ca negativul tabloului anterior. Umbrele copacilor iau forme arhitectonice. În mijloc pătrund în spațiul deschis razele portocalii ale luminii soarelui care apune. Rousseau redă atmosfera amurgului utilizând cu măiestrie jocul luminilor. Este indiscutabilă influența pictorului englez John Constable, amintind în special imaginile din tablourile reprezentând catedrala din Salisbury.
În 1854, Rousseau devine membru al Academiei de Arte Frumoase din Amsterdam. Spre sfârșitul vieții, ca artist cunoscut și apreciat, este președintele juriului la Expoziția Mondială din 1967. Cu puțin timp după aceasta, la 22 decembrie 1867, Théodore Rousseau moare la Barbizon. Împreună cu Jean-François Millet a fost cel mai cunoscut pictor al Școlii de la Barbizon. 

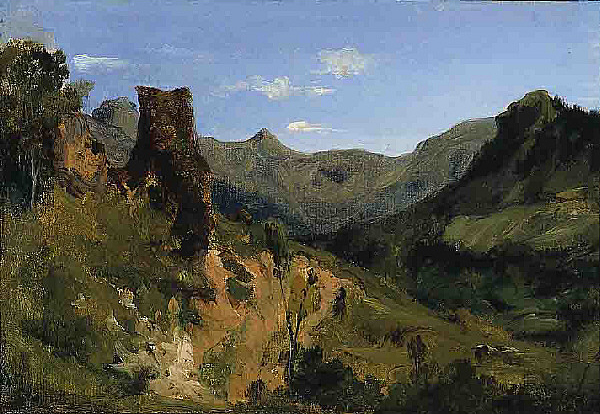
Vale în munţii din Auvergne, 1830 - Saint Louis Art Museum, USA
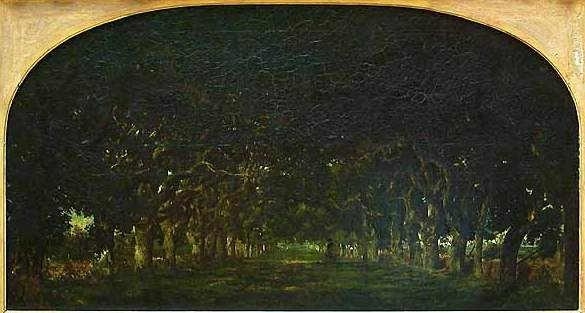
Alee de castani, 1837-1840 - Muzeul Louvre, Paris
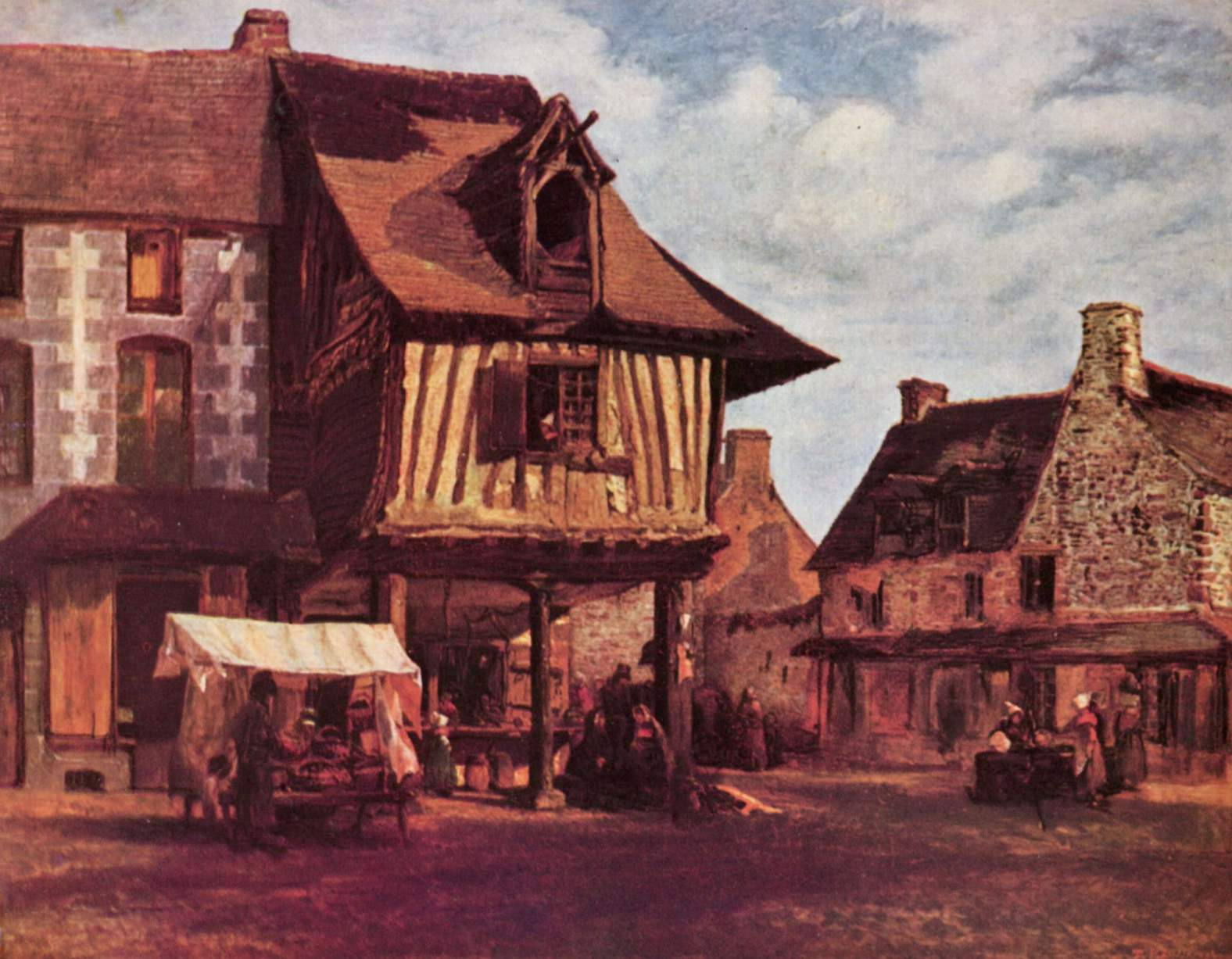
Piaţă în Normandia, 1845-1848 - Muzeul Ermitage, St. Petersburg
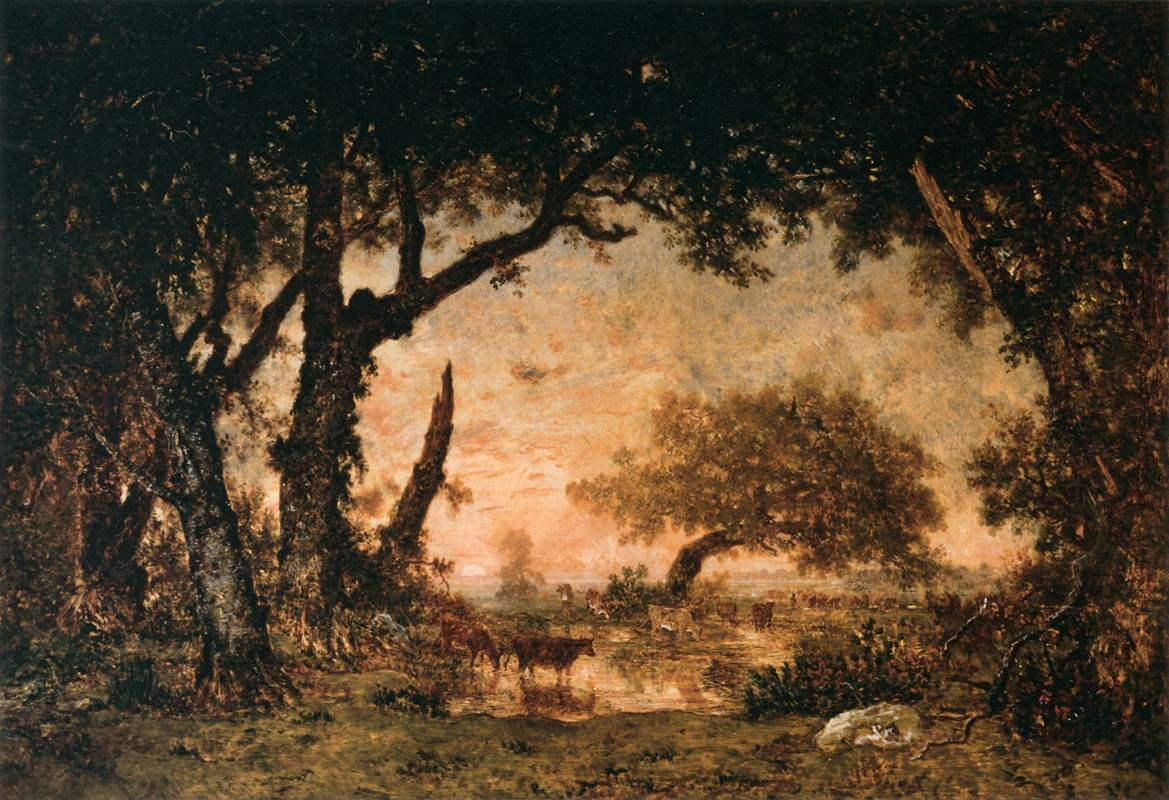
Luminiş în pădurea Fontainebleau, amurg, 1848-1851 - Muzeul Louvre, Paris
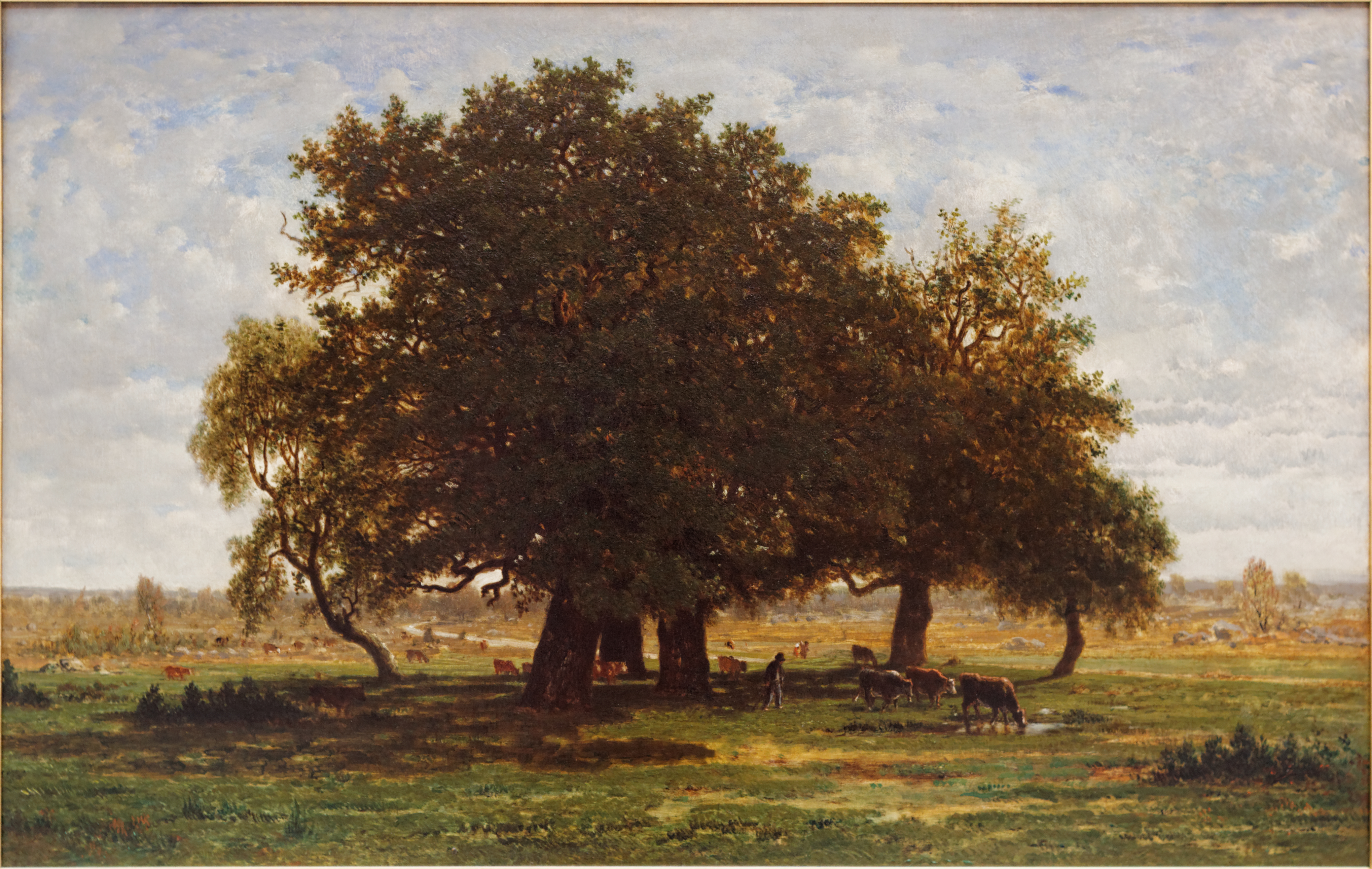
Stejari la Apremont, 1855
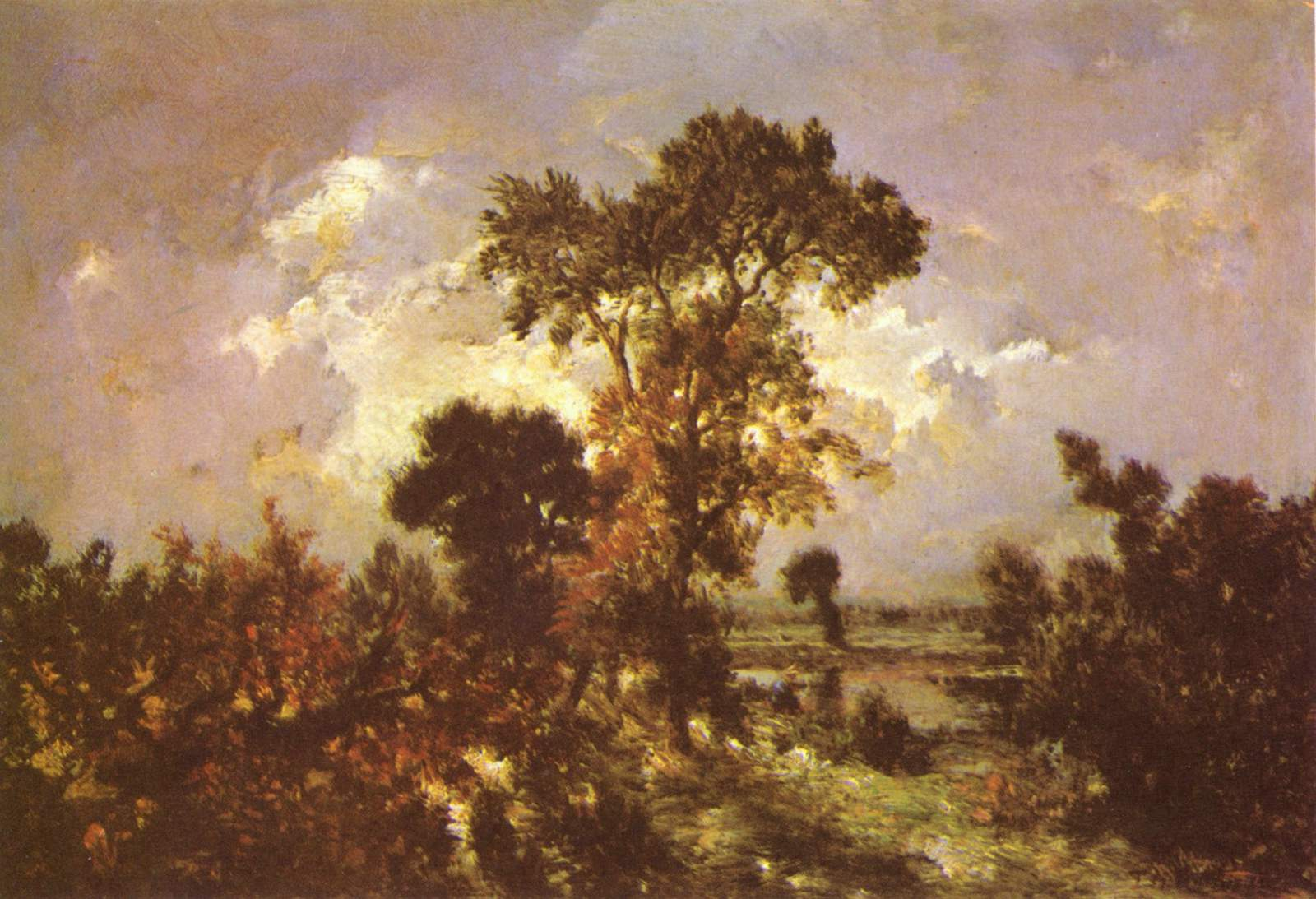
Pescarul
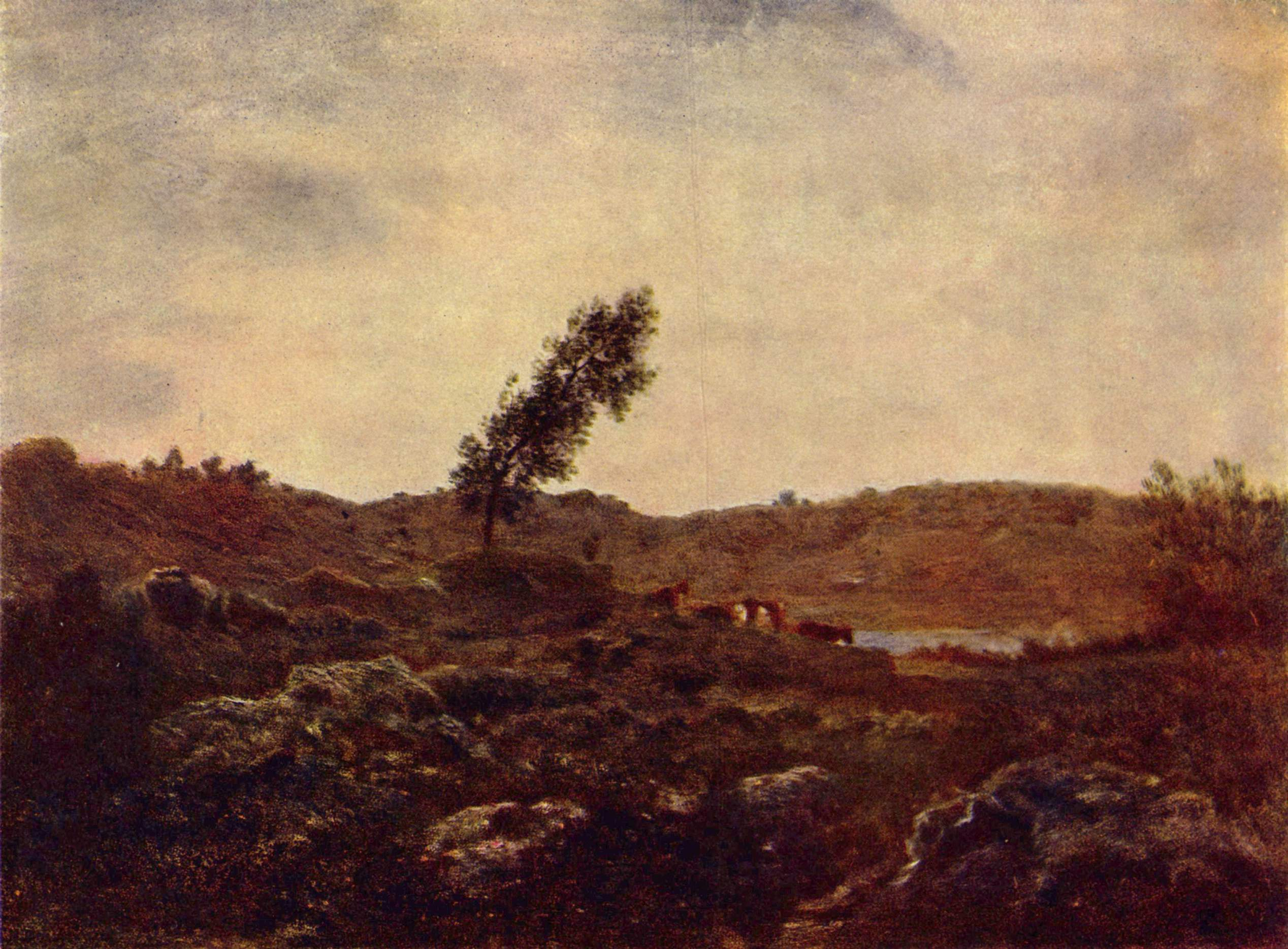
Peisaj la Barbizon
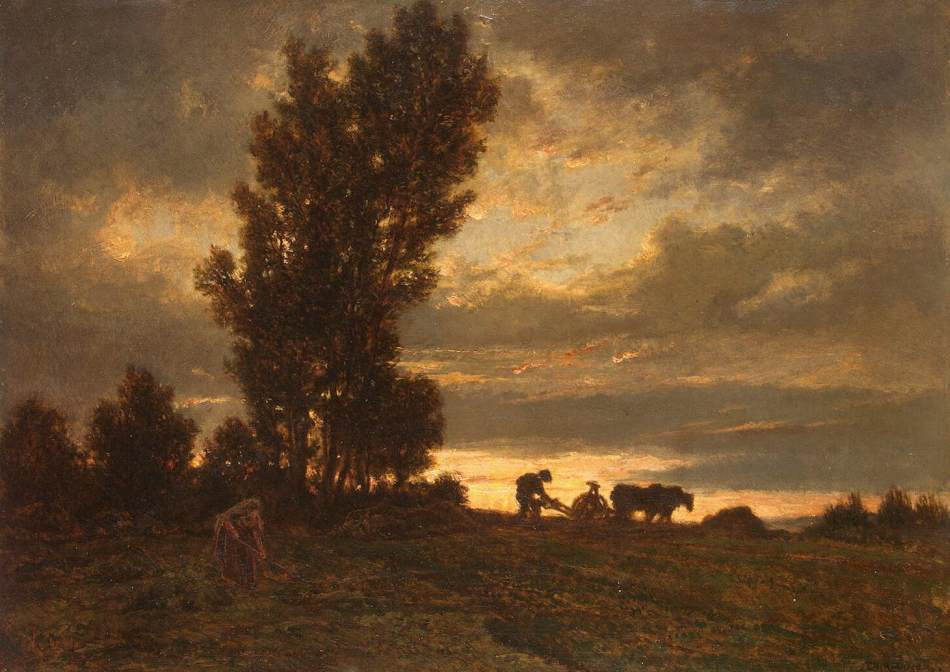
Peisaj cu plugari